# Teenage Mutant Ninja Turtles: Shredder's Revenge
Teenage Mutant Ninja Turtles: Shredder's Revenge è un videogioco del genere picchiaduro a scorrimento pubblicato nel 2022 per PlayStation 4, Xbox One, Nintendo Switch e Microsoft Windows. Il videogioco è anche fruibile su Xbox Series, e dal 15 novembre 2022 è disponibile nativamente per PlayStation 5.
Shredder's Revenge è basato sulla serie televisiva Tartarughe Ninja alla riscossa (1987).
Il gameplay è inspirato dai videogiochi arcade prodotti dalla Konami sulla serie Tartarughe Ninja.
Le versioni per i dispositivi mobile, iOS e Android sono state rese disponibili tramite abbonamento Netflix.

## Modalità di gioco
In Teenage Mutant Ninja Turtles: Shredder's Revenge è possibile utilizzare i personaggi di Leonardo, Donatello, Raffaello, Michelangelo, April O'Neil, Splinter e Casey Jones.
Tramite contenuto scaricabile (DLC):
1. Dimension Shellshock (2023) crossover, Usagi Yojimbo e Karai del Clan del Piede.[6]
2. Radical Reptiles (2024) Mondo Gecko e Mona Lisa.[7]

## Accoglienza
| Testata                         | Versione      | Giudizio |
| ------------------------------- | ------------- | -------- |
| Metacritic (media al 24·9·2024) | Playstation 4 | 85/100   |
| Metacritic (media al 24·9·2024) | Xbox One      | 87/100   |
| Metacritic (media al 24·9·2024) | N. Switch     | 87/100   |
| Metacritic (media al 24·9·2024) | PC            | 84/100   |
| OpenCritic (media al 24·9·2024) | collettivo    | 86/100   |

Dotemu ha annunciato che il videogioco ha venduto oltre un milione di copie nella prima settimana.
Il gioco è stato candidato nelle categorie Miglior videogioco d'azione e Miglior videogioco multigiocatore ai The Game Awards 2022.